# David Stern
Joel David Stern (Nova Iorque, 22 de setembro de 1942 – Nova Iorque, 1 de janeiro de 2020) foi um empresário norte-americano que ocupou o cargo de comissário da National Basketball Association (NBA) de 1984 a 2014, onde liderou a liga a uma das eras mais prolíficas, financeiramente e em termos de popularidade, de sua história. Stern morreu no dia 1 de janeiro de 2020, aos 77 anos, em decorrência de uma hemorragia intracerebral.